# 嗜热双孢菌属
高温双孢菌属,也称嗜热双孢菌属，为链孢囊菌科的一属细菌。此属的模式种为双孢嗜热双孢菌(Thermobispora bispora)。

## 下属物种
- 双孢嗜热双孢菌 Thermobispora bispora (Henssen 1957) Wang et al. 1996